# کینتانار د لا سیرا
کینتانار د لا سیرا (به اسپانیایی: Quintanapalla) یک شهرستان در اسپانیا است.